# Adam Scharrer

Adam Scharrer, DDR-Briefmarke 1989

Adam Scharrer (* 13. Juli 1889 in Kleinschwarzenlohe (Mittelfranken) heute Gemeinde Wendelstein; † 2. März 1948 in Schwerin) war ein deutscher Schriftsteller.

## Leben

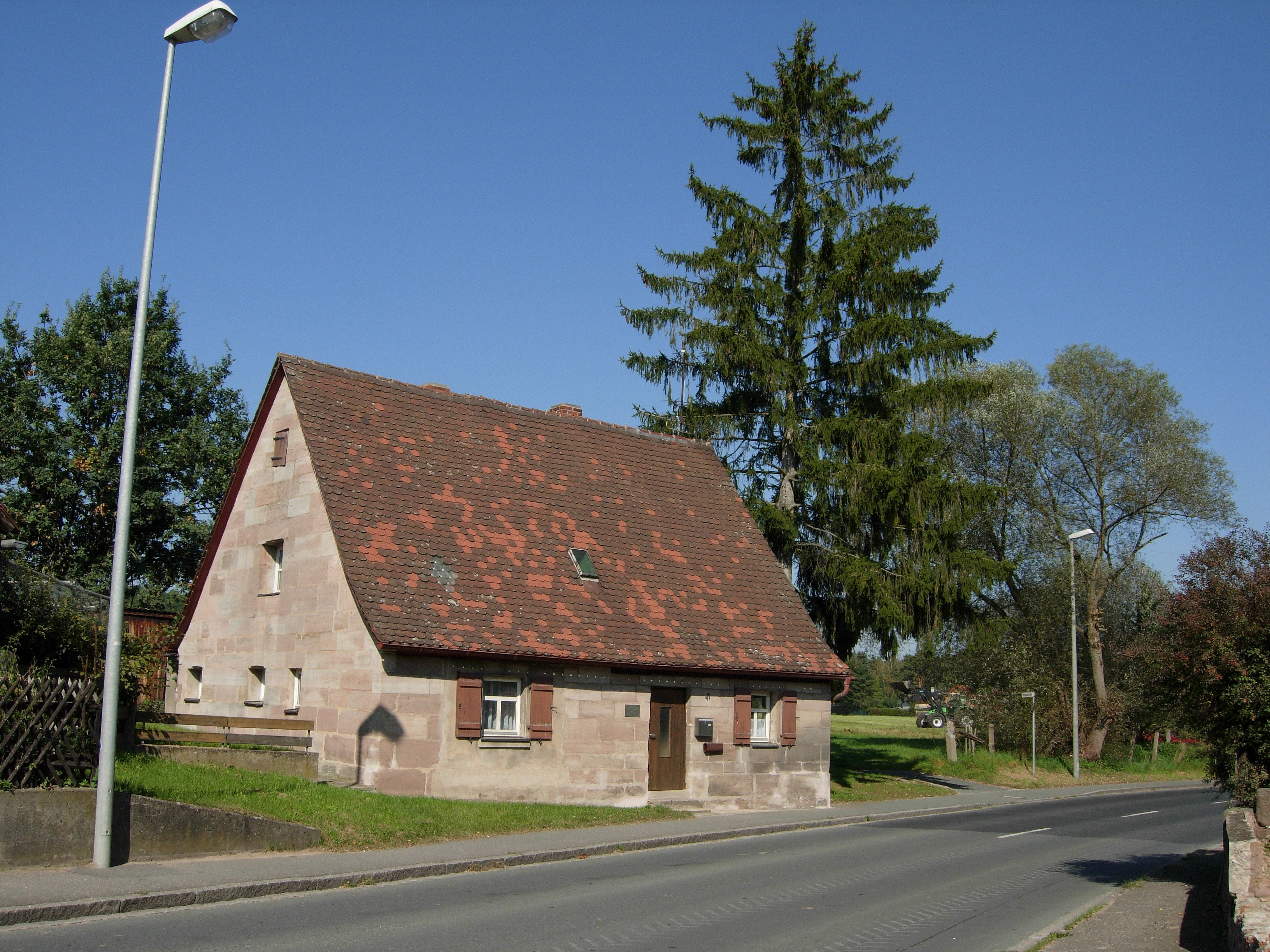
Geburtshaus in Kleinschwarzenlohe (2007)

Die Familie Scharrer zog etwa 1893 nach Speikern, heute ein Teil von Neunkirchen am Sand, wo sein Vater eine Stelle als Gemeindehirte bekam. Ein Jahr später starb Adam Scharrers Mutter, worauf der Vater ihre Schwester ehelichte.
Adam Scharrer besuchte ab 1895 die Volksschule in Ottensoos; nebenbei musste er die Gänse hüten. Anschließend absolvierte er eine Schlosserlehre in Lauf und war nach eigenen Aussagen bis zu seinem vierzigsten Lebensjahr als Schlosser in vielen Städten Deutschlands tätig, u. a. in Nürnberg, Pirmasens, Stettin, Braunschweig, Hamburg, Dessau, Wandsbek und Kiel. Auch nach Österreich, in die Schweiz und nach Italien kam der Arbeitssuchende. 1915 heiratete er Sophie Dorothea Berlin, die 1923 starb, aus dieser Beziehung/Ehe wurde 1908 sein Sohn Rodolf und 1918 seine Tochter Anneliese geboren. Er versuchte, dem inzwischen entfachten Ersten Weltkrieg zu entgehen, wurde dann aber im Januar 1916 als Artillerist an die russische Front entsandt. Inzwischen hatte er Kontakt zu revolutionären Kriegsgegnern aufgenommen, enttäuscht war er von der sozialdemokratischen Zustimmung zu den Kriegskrediten, was für ihn einen Verrat an der internationalen Arbeiterbewegung bedeutete.
Zwischendurch fand er als Rüstungsarbeiter in Essen, danach in Berlin Arbeit.
Gemäß seiner politischen Haltung trat er gegen Ende des Krieges dem „Spartakusbund“ bei, einer linken Abspaltung der SPD unter Karl Liebknecht und Rosa Luxemburg, nahm am Streik der Munitionsarbeiter in Berlin teil, und ging 1920 schließlich dort zur KAPD, in der er eine starke Position einnahm. Wie viele andere Menschen lernte Scharrer in den Krisenjahren der Weimarer Republik mit Arbeitslosigkeit und wechselnden Tätigkeiten umzugehen. 1924 heiratete Scharrer Paul Heinzelmanns Schwester Johanna (* 1890). Die Ehe währte sechs Jahre. Seine erste, anonym veröffentlichte Erzählung Weintrauben führte 1925 zu einem Prozess wegen „literarischen Hochverrats“. Er lebte ab 1931 mit Charlotte Buss (1907–1966), seiner Lebensgefährtin und Sekretärin zusammen.
Sein politisches Engagement führte nach dem 30. Januar 1933 dazu, dass die Nationalsozialisten ihn steckbrieflich suchten, er musste zunächst in Berlin untertauchen und noch im selben Jahr in die Tschechoslowakei emigrieren. Ein Jahr später kam er auf Einladung des Schriftstellerverbandes der UdSSR in die Sowjetunion, kurze Zeit hielt er sich in der Ukraine auf, kehrte aber bald in die Nähe Moskaus zurück, wo er in einer Autorenkolonie lebte. Unter anderem lernte er in dieser Zeit den bayrischen Schriftsteller Oskar Maria Graf kennen. 1945, nach dem Ende des Krieges zog Scharrer nach Schwerin in die sowjetisch besetzte Zone Deutschlands, hier wurde er Redakteur der „Schweriner Landeszeitung“ ohne einer Partei beizutreten. Arbeitete dann vorübergehend als Dezernent in der Verwaltung Mecklenburg-Vorpommern und gründete ferner mit anderen zusammen den Kulturbund, dessen Leiter der Literatursektion er schließlich wurde.
Scharrer starb 1948 an den Folgen eines Herzanfalls in Schwerin. Auslöser war ein Streit auf einer Kulturbundveranstaltung. Im Rahmen einer Literaturdebatte ging es unter anderem um den Umgang mit der NS-Vergangenheit (Quelle: „Der KZ-Zug von Sülstorf“, Hrsg.: Verein Politische Memoriale Mecklenburg-Vorpommern e. V.)

## Position als Schriftsteller

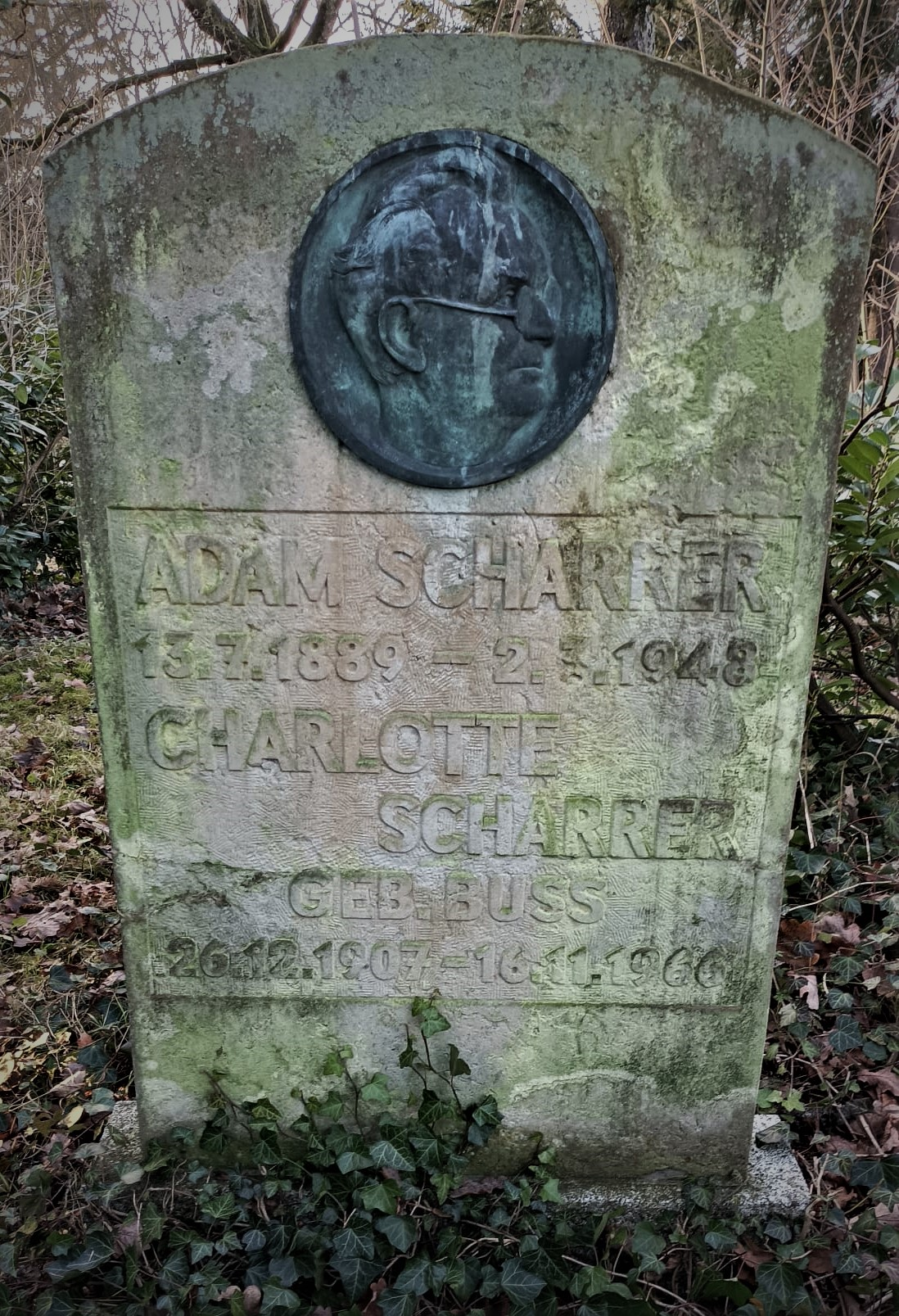
Grabstelle Adam Scharrer, Alter Friedhof Schwerin

Viele realistische Werke, die zumeist autobiographisch und volkstümlich aus der Sicht der unteren Gesellschaftsklassen geschrieben sind, wurden in der ein Jahr später gegründeten DDR veröffentlicht (erste vollständige Ausgabe durch den Aufbau-Verlag in Ostberlin). Scharrer gilt als einer der ersten „Arbeiterschriftsteller“ in Deutschland. So wird sein Werk „Vaterlandslose Gesellen“ als proletarische Antwort auf Remarques „Im Westen nichts Neues“ angesehen, eine Abrechnung mit dem Wilhelminischen System und dem von diesem begonnenen imperialistischen Krieg.

## Ehrungen
Nach Adam Scharrer wurden Straßen in der DDR benannt:
- Adam-Scharrer-Weg in Schwerin
- Adam-Scharrer-Straße in Senftenberg

## Werke
- Aus der Art geschlagen. Reisebericht eines Arbeiters. Der Bücherkreis, Berlin 1930.
- Vaterlandslose Gesellen. Das erste Kriegsbuch eines Arbeiters. Wien, Berlin: Agis-Verlag, 1930.
- Der große Betrug. Geschichte einer proletarischen Familie. Wien, Berlin: Agis-Verlag, 1931.
- Maulwürfe. Ein deutscher Bauernroman. Malik, Prag 1934.
  - Maulwürfe. Elend und Widerstand fränkischer Bauern 1900-1933. (Neuausgabe) Berlin: Autonomie und Chaos 2024, ISBN 978-3-945980-91-0 PDF
- Abenteuer eines Hirtenjungen und andere Dorfgeschichten. Moskau ; Leningrad : Verlagsgenossenschaft ausländ. Arbeiter in d. UdSSR, 1935.
- Die Bauern von Gottes Gnaden. Engels : Dt. Staatsverlag, 1935.
- Pennbrüder, Rebellen, Marodeure. Zürich : Globus-Verlag, 1937.
- Zwei Erzählungen aus dem Leben deutscher Bauern. Moskau: Meshdunarodnaja kniga – Das internationale Buch, 1938.
- Der Krummhofbauer und andere Dorfgeschichten. Kiew: Staatsverl. d. Nationalen Minderheiten d. USSR, 1939.
- Familie Schuhmann. Ein Berliner Roman. Moskau, Das Internationale Buch, 1939.
- Die Hochzeitsreise. Moskau: Meshdunarodnaja Kniga, 1940.
- Wanderschaft Kiew: Staatsverl. d. Nationalen Minderheiten d. USSR, 1940.
- Der Landpostbote Ignatz Zwinkerer aus Eichendorf bei Bamberg in Bayern, erzählt, was er in seinem Dorf und auf seinen Gängen erlauschte und erlebte. Moskau: Meshdunarodnaja Kniga, 1941.
- Der Hirt von Rauhweiler. Roman. Moskau, Das Internationale Buch, 1942.
- Wie der SA-Mann Lakner Erbhofbauer wurde. Moskau: Izd. literaturna inostrannych jazykach, 1943.
- Der Landsknecht. Moskau, Verlag für fremdsprachige Literatur, 1943.
- Der Landpostbote Zwinkerer und andere Erzählungen. Moskau: Verl. f. fremdsprachige Literatur, 1944.
- In jungen Jahren. Erlebnisroman eines deutschen Arbeiters. Berlin, Aufbau, 1946.
- Dorfgeschichten, einmal anders. Berlin, Verlag Lied der Zeit, 1946.
- Das letzte Wort . Berlin: Verl. „Lied d. Zeit“, 1948.
- Der Mann mit der Kugel im Rücken. Fragment eines Romans, Erzählungen und Aufsätze. Hrsg. Fritz Hofmann, Aufbau, Berlin / Weimar 1979.
- Heiner, der Hütejunge. Berlin : Kinderbuchverlag, 1979.

Gesammelte Werke
- Dt. Akademie d. Künste zu Berlin (Hrsg.): Gesammelte Werke in Einzelausgaben. Aufbau-Verlag, Berlin.
  - Der Hirt von Rauhweiler : Roman. 1961.
  - Dorfgeschichten einmal anders. 1961.
  - Der grosse Betrug. Die Geschichte e. Arbeiterfamilie. 1962.
  - Familie Schuhmann. Roman. 1962.
  - Maulwürfe. Ein dt. Bauernroman. 1963.
  - Heimat- und Geschichtsverein Neunkirchen (Hrsg.): Wanderschaft – ein Erlebnisroman. (Neuauflage).